# Sommerhit
Et sommerhit er en populær betegnelse for en sang, ofte i genren pop. Et sommerhit udkommer ofte i slutningen af foråret for i den følgende tid at blive spillet meget, hvorefter det aftager i popularitet henimod slutningen af sommeren. Men der er også mange sange der i dag betragtes som sommerhits, selvom de oprindelig hverken udkom eller hittede i sommerhalvåret. Eksempelvis var det i efteråret 1994, at Rednex hittede med Cotton Eye Joe, og i efteråret 2002, at Nik & Jay hittede med Hot!. Calypso-sange – mere præcist kaldet soca-sange – indeholder ofte ingredienserne til at blive et sommerhit, og derfor vil soca-hits ofte blive betragtet som et sommerhit, uanset hvornår på året de oprindelig udkom eller hittede. Det var eksempelvis gældende for flere sange fra Goombay Dance Band og for Kevin Lyttles calypso-hit Turn Me On fra vinteren 2003/2004.
På nogenlunde tilsvarende vis er det for 1980'ernes Italo disco, som ofte også indeholder ingredienserne til at blive et sommerhit. Det har eksempelvis været tilfældet med Righeiras Vamos A La Playa og Laura Branigans Self Control. Ligeledes er der også flere sommerhits i genren eurodance. Der kan her nævnes Dub-I-Dub, Bailando, Blue (Da Ba Dee), Dragostea Din Tei og Boten Anna.
Et sommerhit er som regel en glad sang, som består af uptempo eller dansevenlig musik og derfor bliver eksempelvis James Blunt balladen You're Beautiful, som var et kæmpehit henover sommeren 2005, ikke betragtet som et egentligt sommerhit. Det samme er til dels også gældende for Wet Wet Wets cover-udgave af Love Is All Around, som er en kærlighedssang der hittede stort henover sommeren 1994. Sommerhitsenes danserytmer ses eksempelvis i sange som Lambada, Macarena og The Ketchup Song, hvor der sågar har fulgt en modedans med til det pågældende sommerhit. Latinske rytmer kan, udover i modedanse-sangene, også blandt andet høres i sommerhits såsom Livin' La Vida Loca, La Camisa Negra, Mambo No. 5, La Bamba, Bamboleo og Samba De Janeiro. Bemærkelsesværdigt er det, at mange sommerhits er sunget på et andet sprog end engelsk, og at flere musikere bag store sommerhits ender med prædikatet one-hit wonders.
Visse sommerhits, såsom Axel F, A Little Less Conversation, It's Raining Men, Vill Ha Dig, Hey Baby, We're Going To Ibiza!, Mambo No. 5, Lambada og La Bamba, er cover-udgaver eller remix af tidligere hit. Sangen Doodah! er baseret på en amerikansk folkesang fra 1850'erne, nemlig The Camptown Ladies, og omkvædet til The Ketchup Song (Aserejé) bliver samplet fra Sugarhill Gangs hiphop-klassiker Rapper's Delight.
Visse sange har nogenlunde samtidig været sommerhits med flere forskellige kunstnere. Der kan her nævnes Self Control af Laura Branigan, som i 1984 også var et hit for Raf i blandt andet Tyskland og Schweiz. På tilsvarende vis kan der nævnes Dragostea Din Tei af O-Zone, som i 2004 også var et hit for Haiducii i blandt andet Italien.
En sang der adskillige gange er blevet kåret til alletiders største sommerhit er Wham!s Club Tropicana.

## Eksempler på sommerhits i USA
- 1989: "Lambada" af Kaoma[1]
- 1996: "Macarena" af Los del Rio[1]
- 1999: "Mambo No. 5" af Lou Bega; Livin’ La Vida Loca af Ricky Martin [1]
- 2000: "Mi Chico Latino" af Geri Halliwell[1]
- 2002: "The Ketchup Song (Asereje)" af Las Ketchup[1]
- 2005: "We Belong Together" af Mariah Carey; "Axel F" af Crazy Frog[2][kilde mangler]
- 2006: "Promiscuous" af Nelly Furtado
- 2007: "Umbrella" af Rihanna[2]
- 2008: "I Kissed a Girl" af Katy Perry[2]
- 2010: "California Gurls" af Katy Perry; "Stereo Love" af Edward Maya[2][3]
- 2011: "Party Rock Anthem" af LMFAO[2] "Give Me Everything" af Pitbull
- 2012: "Gangnam Style" af Psy;[1] "Call Me Maybe" af Carly Rae Jepsen [4]
- 2013: "Blurred Lines" af Robin Thicke;[5] "Get Lucky" af Daft Punk
- 2014: "Fancy" af Iggy Azalea; "Problem" af Ariana Grande ft. Iggy Azalea;[6]
- 2015: "Cheerleader" af OMI; "See You Again" af Wiz Khalifa og Charlie Puth[7]
- 2016: "One Dance" af Drake; "Can't Stop the Feeling!" af Justin Timberlake[8]
- 2017: "Despacito" af Luis Fonsi, Daddy Yankee og Justin Bieber; "Wild Thoughts" af DJ Khaled, Rihanna og Bryson Tiller, “Bodak Yellow” af Cardi B “Bodak Yellow” af Cardi B
- 2018: “For Once in My Life” af Mel B; “My Man” af Tamar Braxton; “Boo’d Up” af Ella Mai; “I Like It”afy Cardi B, J Balvin, og Bad Bunny; “In My Feelings” af Drake